# Smart Forfour
Smart Forfour (engelsk: "til fire", styliseret forfour) er en femdørs, fire- hhv. fempersoners minibil fra bilmærket Smart. Med denne model udvidede Smart deres modelprogram med en bilmodel med mere end to siddepladser. Den 24. april 2004 begyndte salget af den første modelgeneration, som var udviklet samtidig med den ligeledes i 2004 introducerede, sjette modelgeneration af Mitsubishi Colt, som Forfour delte platform og tekniske komponenter med. I alt var 40 procent af alle dele på begge bilerne identiske. Frem til produktionens indstilling i juli 2006 blev Forfour fremstillet hos Mitsubishis datterselskab NedCar i Born, Holland.
Den anden modelgeneration, som er udviklet i joint venture med Renault, kom på markedet i hele Europa den 22. november 2014 og bygges i slovenske Novo Mesto.

## Historie
Smart forventede et samlet salg på 50.000 biler i år 2004. Ved fuld produktion skulle der årligt sælges 80.000 eksemplarer af Forfour. Målet for 2004 blev med 59.100 enheder overgået. I 2005 blev der derimod kun solgt 43.700 eksemplarer af Forfour. Som følge af de nedadgående salgstal besluttede DaimlerChrysler den 24. marts 2006 at indstille produktionen. I weekenden 1. til 2. juli 2006 forlod den sidste fempersoners Smart samlebåndet i Holland. Dermed blev Smarts modelprogram igen indskrænket til kun én model, Fortwo.

## Forfour (W454)
Forfour var 3,75 m lang og var som standard udstyret med ESP med ABS. Modellerne til og med 2005 var udstyret med skivebremser bagtil, som fra 2006 blev erstattet af tromlebremser.
Bagagerummet kunne rumme ca. 270 liter. Ved at klappe bagsæderyglænet frem opstod der et bagagerum på 700 liter med plan bund. Bagsædet kunne forskydes ca. 15 cm. Ryglænet var delt i forholdet 1:3 til 2:3, og kunne adskilt indstilles i hældningen.
Motoren var monteret fortil og trak forhjulene. Affjedringen var som udgangspunkt hård og sportsligt indstillet. Bilen var fortil udstyret med separate hjulophæng med MacPherson-fjederben.
Brændstoftanken kunne rumme 47 liter, hvoraf fem liter var reserve. Forfour gjaldt som relativt sparsom, hvilket hovedsageligt skyldtes den lave vægt.

### Motorer

#### Benzinmotorer
Benzinmotorerne til begge modellerne blev fremstillet i Kölleda, Thüringen. Ved introduktionen kunne Forfour leveres med to firecylindrede motorer på 1,3 liter med 70 kW (95 hk) og 1,5 liter med 80 kW (109 hk). I juni 2004 tilkom en trecylindret 1,1-litersmotor med 55 kW (75 hk).
Til modelåret 2005 blev motorprogrammet udvidet med en neddroslet version af 1,1-litersmotoren med 47 kW (64 hk) solgt under betegnelsen 1,0 samt topmodellen Brabus på 1,5 liter med turbolader og 130 kW (177 hk).

#### Dieselmotorer
Fra 2004 kunne der ligeledes leveres to dieselmotorer (OM 639), begge på 1,5 liter med 50 kW (68 hk) hhv. 70 kW (95 hk). De var baseret på dieselmotorerne fra Mercedes-Benz A-klassen og havde ligesom disse commonrail-indsprøjtning, men kun tre i stedet for fire cylindre. Det højeste drejningsmoment på 68 hk-versionen var 160 Nm, som allerede var til rådighed fra 1600 omdr./min. Den stærkere version, som kun adskilte sig ved et højere maksimalt ladetryk, havde 210 Nm ved 1800 omdr./min. Begge motorer afgav deres maksimale effekt ved 4000 omdr./min. Med 68 hk-motoren havde bilen en tophastighed på 160 km/t, med 95 hk-motoren 180 km/t. Ligesom normalt på dieselmotorer reduceres tophastigheden af indsprøjtningsstyringen. Begge modeller havde en "elektronisk gaspedal", hvis stilling blev styret elektronisk af styreenheden.

#### Tekniske data
|                                                | 1,1                 | 1,1                                     | 1,3                                     | 1,5                                     | 1,5 sportstyle                          | 1,5 Brabus                | 1,5 cdi                                 | 1,5 cdi                                 |
| Byggeperiode                                   | 2/2005−6/2006       | 1/2004−6/2006                           | 1/2004−6/2006                           | 1/2004−6/2006                           | 9/2004−3/2005                           | 2/2005−6/2006             | 3/2004−6/2006                           | 3/2004−6/2006                           |
| Motordata                                      |                     |                                         |                                         |                                         |                                         |                           |                                         |                                         |
| Motorkode                                      | M 134 E 11 red.     | M 134 E 11                              | M 135 E 13                              | M 135 E 15                              | M 135 E 15                              | M 122 E 15 AL             | OM 639 DE 15 LA red.                    | OM 639 DE 15 LA                         |
| Motortype                                      | R3-benzinmotor      | R3-benzinmotor                          | R4-benzinmotor                          | R4-benzinmotor                          | R4-benzinmotor                          | R4-benzinmotor            | R3-dieselmotor                          | R3-dieselmotor                          |
| Antal ventiler pr. cylinder                    | 4                   | 4                                       | 4                                       | 4                                       | 4                                       | 4                         | 4                                       | 4                                       |
| Fødesystem                                     | Multipoint          | Multipoint                              | Multipoint                              | Multipoint                              | Multipoint                              | Multipoint                | Commonrail                              | Commonrail                              |
| Trykladning                                    | –                   | –                                       | –                                       | –                                       | –                                       | Turbolader, ladeluftkøler | Turbolader, ladeluftkøler               | Turbolader, ladeluftkøler               |
| Køling                                         | Vandkøling          | Vandkøling                              | Vandkøling                              | Vandkøling                              | Vandkøling                              | Vandkøling                | Vandkøling                              | Vandkøling                              |
| Slagvolume                                     | 1124 cm³            | 1124 cm³                                | 1332 cm³                                | 1499 cm³                                | 1499 cm³                                | 1468 cm³                  | 1493 cm³                                | 1493 cm³                                |
| Maks. effekt ved omdr./min.                    | 47 kW (64 hk) /5500 | 55 kW (75 hk) /6000                     | 70 kW (95 hk) /6000                     | 80 kW (109 hk) /6000                    | 90 kW (122 hk) /6250                    | 130 kW (177 hk) /6000     | 50 kW (68 hk) /4000                     | 70 kW (95 hk) /4000                     |
| Maks. drejningsmoment ved omdr./min.           | 92 Nm /2500         | 100 Nm /3500                            | 125 Nm /4000                            | 145 Nm /4000                            | 160 Nm /3800                            | 230 Nm /3500              | 160 Nm /1600                            | 210 Nm /1800                            |
| Kraftoverførsel                                |                     |                                         |                                         |                                         |                                         |                           |                                         |                                         |
| Drivende hjul                                  | Forhjul             | Forhjul                                 | Forhjul                                 | Forhjul                                 | Forhjul                                 | Forhjul                   | Forhjul                                 | Forhjul                                 |
| Gearkasse (standardudstyr)                     | 5-trins manuel      | 5-trins manuel                          | 5-trins manuel                          | 5-trins manuel                          | 5-trins manuel                          | 5-trins manuel            | 5-trins manuel                          | 5-trins manuel                          |
| Gearkasse (ekstraudstyr)                       | –                   | Sekventiel automatiseret 6-trins manuel | Sekventiel automatiseret 6-trins manuel | Sekventiel automatiseret 6-trins manuel | Sekventiel automatiseret 6-trins manuel | –                         | Sekventiel automatiseret 6-trins manuel | Sekventiel automatiseret 6-trins manuel |
| Præstationer                                   |                     |                                         |                                         |                                         |                                         |                           |                                         |                                         |
| Topfart                                        | 158 km/t            | 165 km/t                                | 180 km/t                                | 190 km/t                                | 195 km/t                                | 221 km/t                  | 160 km/t                                | 180 km/t                                |
| Acceleration 0-100 km/t                        | 15,3 sek.           | 13,4 sek.                               | 10,8 sek.                               | 9,8 sek.                                | 9,5 sek.                                | 6,9 sek.                  | 13,9 sek.                               | 10,5 sek.                               |
| Brændstofforbrug pr. 100 km ved blandet kørsel | 5,4 liter Blyfri 95 | 5,3−5,5 liter Blyfri 95                 | 5,6−5,8 liter Blyfri 95                 | 5,9−6,1 liter Blyfri 95                 | 6,3 liter Blyfri 95                     | 6,8 liter Blyfri 95       | 4,4−4,6 liter Diesel                    | 4,4−4,6 liter Diesel                    |
| CO2-udslip ved blandet kørsel                  | 128 g/km            | 125−130 g/km                            | 133−138 g/km                            | 138−145 g/km                            | 147 g/km                                | 159 g/km                  | 122 g/km                                | 122 g/km                                |
| Udstødningsnorm                                | Euro4               | Euro4                                   | Euro4                                   | Euro4                                   | Euro4                                   | Euro4                     | Euro4                                   | Euro4                                   |

## Forfour (W453)
Den anden modelgeneration af Smart Forfour blev præsenteret for offentligheden den 16. juli 2014, og kom i handlen den 22. november samme år. Modellen er udviklet i joint venture med Renault og er teknisk identisk med tredje generation af Renault Twingo.
På grund af Tridion-sikkerhedscellen orienterer designet sig mod forgængeren. Modellen er med en længde på 3,49 m ca. 26 cm kortere og med en bredde på 1,66 m ca. 2 cm smallere end første generation. Højden steg derimod med 10 cm til 1,55 m, mens akselafstanden med ca. 2,49 m forblev næsten uforandret. Vendekredsen blev fra 11,15 m (venstre) hhv. 10,65 m (højre) betydeligt reduceret til 8,65 m mellem kantstene, hvilket næsten er det samme som den mindre Fortwo (type 451). Bagagerummet kan rumme 185 liter op til bagagerumsafdækningen hhv. 255 liter op til taget, men kan ved at klappe bagsædet frem øges til 975 liter. Den maksimale lasteevne er opgivet til 425 kg. Karakteristisk for anden generations design er den større kølergrill med ligeledes forstørret logo. Forlygterne har som standard LED-dagkørelys.
Ved introduktionen fandtes modellen med to benzinmotorer: en 1,0-liters trecylinder med 52 kW (71 hk) samt en 0,9-litersmotor med turbolader og 66 kW (90 hk). I starten af 2015 kom der en neddroslet version af 1,0'eren med 44 kW (60 hk). Alle motorer opfylder Euro6-normen og har start/stop-system som standardudstyr.
forfour har som standard femtrins manuel gearkasse, men kan mod merpris i stedet leveres med den sekstrins dobbeltkoblingsgearkasse twinamic.
Specielt for denne bilklasse er den standardmonterede sidevindsassistent, som er aktiv fra en hastighed på 80 km/t. Modellen har som standard førerairbag, forsædepassagerairbag, sideairbags til fører og forsædepassager samt knæairbag til føreren. Som første fabrikant i denne klasse har Smart som standardudstyr installeret trepunktsseler med pyrotekniske selestrammere og selekraftbegrænsere på bagsædet.

### Tekniske data
|                                                | 1,0                              | 1,0                              | 0,9                              |
| Byggeperiode                                   | 1/2015−                          | 11/2014−                         | 11/2014−                         |
| Motordata                                      |                                  |                                  |                                  |
| Motortype                                      | R3-benzinmotor                   | R3-benzinmotor                   | R3-benzinmotor                   |
| Antal ventiler pr. cylinder                    | 4                                | 4                                | 4                                |
| Fødesystem                                     | Multipoint                       | Multipoint                       | Multipoint                       |
| Trykladning                                    | –                                | –                                | Turbolader, ladeluftkøler        |
| Køling                                         | Vandkøling                       | Vandkøling                       | Vandkøling                       |
| Slagvolume                                     | 999 cm³                          | 999 cm³                          | 898 cm³                          |
| Maks. effekt ved omdr./min.                    | 44 kW (60 hk) /6000              | 52 kW (71 hk) /6000              | 66 kW (90 hk) /5500              |
| Maks. drejningsmoment ved omdr./min.           | 91 Nm /2850                      | 91 Nm /2850                      | 135 km/t /2500                   |
| Kraftoverførsel                                |                                  |                                  |                                  |
| Drivende hjul                                  | Baghjul                          | Baghjul                          | Baghjul                          |
| Gearkasse (standardudstyr)                     | 5-trins manuel                   | 5-trins manuel                   | 5-trins manuel                   |
| Gearkasse (ekstraudstyr)                       | 6-trins dobbeltkoblingsgearkasse | 6-trins dobbeltkoblingsgearkasse | 6-trins dobbeltkoblingsgearkasse |
| Præstationer                                   |                                  |                                  |                                  |
| Topfart                                        | 151 km/t                         | 151 km/t                         | 165 km/t                         |
| Acceleration 0-100 km/t                        | 16,7 sek.                        | 15,9 sek.                        | 11,2 sek.                        |
| Brændstofforbrug pr. 100 km ved blandet kørsel | 4,7 liter Blyfri 95              | 4,2 liter Blyfri 95              | 4,3 liter Blyfri 95              |
| CO2-udslip ved blandet kørsel                  | 108 g/km                         | 97 g/km                          | 99 g/km                          |
| Udstødningsnorm                                | Euro6                            | Euro6                            | Euro6                            |